# Ringturm

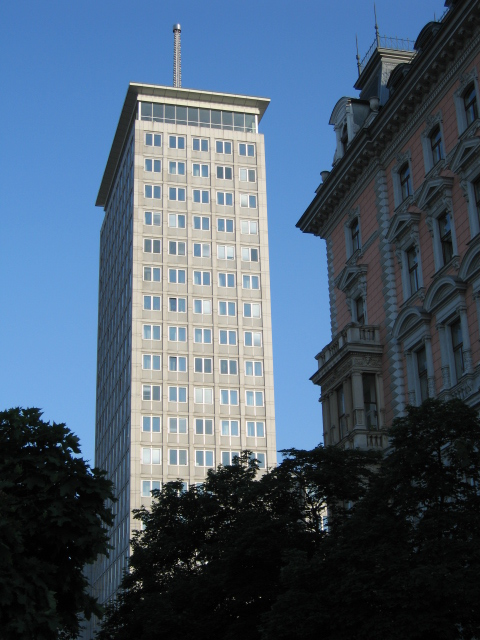
Le Ringturm vu de la Ringstrasse.

Le Ringturm est un bâtiment de la ville de Vienne, situé sur la Wiener Ringstraße. Il fut conçu par Erich Boltenstern et fut construit entre 1953 et 1955. Il faisait partie d'un projet de reconstruction de la ville après la guerre. Ce fut le premier gratte-ciel de la ville. La façade a été rénovée en 1996.
Le bâtiment est le deuxième plus haut de la Wiener Ringstraße, il s'élève à 93 m de hauteur et est surmonté d'une antenne de 20 m. Il comporte 23 étages avec une superficie de 12 000 m² de bureaux.